# Liste des planètes mineures (716001-717000)
Voici la liste des planètes mineures numérotées de 716001 à 717000. Les planètes mineures sont numérotées lorsque leur orbite est confirmée, ce qui peut parfois se produire longtemps après leur découverte. Elles sont classées ici par leur numéro.

## Planètes mineures 716001 à 717000
- (716001) 2016 AF80
- (716002) 2016 AM80
- (716003) 2016 AO80
- (716004) 2016 AQ80
- (716005) 2016 AO83
- (716006) 2016 AP83
- (716007) 2016 AD88
- (716008) 2016 AS88
- (716009) 2016 AV88
- (716010) 2016 AS89
- (716011) 2016 AS90
- (716012) 2016 AR92
- (716013) 2016 AB94
- (716014) 2016 AO95
- (716015) 2016 AQ97
- (716016) 2016 AE98
- (716017) 2016 AT100
- (716018) 2016 AK104
- (716019) 2016 AQ106
- (716020) 2016 AU107
- (716021) 2016 AJ109
- (716022) 2016 AN109
- (716023) 2016 AZ109
- (716024) 2016 AD111
- (716025) 2016 AM111
- (716026) 2016 AN111
- (716027) 2016 AR111
- (716028) 2016 AA113
- (716029) 2016 AX113
- (716030) 2016 AH114
- (716031) 2016 AP114
- (716032) 2016 AN115
- (716033) 2016 AX116
- (716034) 2016 AW118
- (716035) 2016 AH119
- (716036) 2016 AW119
- (716037) 2016 AW120
- (716038) 2016 AR121
- (716039) 2016 AX122
- (716040) 2016 AO124
- (716041) 2016 AG130
- (716042) 2016 AA132
- (716043) 2016 AR132
- (716044) 2016 AH133
- (716045) 2016 AU134
- (716046) 2016 AZ134
- (716047) 2016 AE135
- (716048) 2016 AQ135
- (716049) 2016 AN137
- (716050) 2016 AR138
- (716051) 2016 AJ139
- (716052) 2016 AL139
- (716053) 2016 AU139
- (716054) 2016 AE140
- (716055) 2016 AY141
- (716056) 2016 AN142
- (716057) 2016 AU142
- (716058) 2016 AS143
- (716059) 2016 AB144
- (716060) 2016 AF144
- (716061) 2016 AL144
- (716062) 2016 AM145
- (716063) 2016 AW145
- (716064) 2016 AP146
- (716065) 2016 AW146
- (716066) 2016 AY146
- (716067) 2016 AB147
- (716068) 2016 AS153
- (716069) 2016 AE158
- (716070) 2016 AK160
- (716071) 2016 AS160
- (716072) 2016 AK161
- (716073) 2016 AG162
- (716074) 2016 AM162
- (716075) 2016 AO162
- (716076) 2016 AP162
- (716077) 2016 AP165
- (716078) 2016 AB167
- (716079) 2016 AQ168
- (716080) 2016 AF169
- (716081) 2016 AA170
- (716082) 2016 AF170
- (716083) 2016 AP176
- (716084) 2016 AW178
- (716085) 2016 AE179
- (716086) 2016 AQ179
- (716087) 2016 AB182
- (716088) 2016 AZ185
- (716089) 2016 AV187
- (716090) 2016 AD188
- (716091) 2016 AZ188
- (716092) 2016 AD190
- (716093) 2016 AU190
- (716094) 2016 AR192
- (716095) 2016 AD200
- (716096) 2016 AZ201
- (716097) 2016 AB204
- (716098) 2016 AG206
- (716099) 2016 AA214
- (716100) 2016 AA216
- (716101) 2016 AM216
- (716102) 2016 AQ216
- (716103) 2016 AS216
- (716104) 2016 AY216
- (716105) 2016 AL217
- (716106) 2016 AN217
- (716107) 2016 AO217
- (716108) 2016 AR217
- (716109) 2016 AZ217
- (716110) 2016 AL220
- (716111) 2016 AA223
- (716112) 2016 AD223
- (716113) 2016 AS223
- (716114) 2016 AA224
- (716115) 2016 AB224
- (716116) 2016 AD224
- (716117) 2016 AP224
- (716118) 2016 AU227
- (716119) 2016 AZ227
- (716120) 2016 AD228
- (716121) 2016 AF228
- (716122) 2016 AG228
- (716123) 2016 AS228
- (716124) 2016 AT228
- (716125) 2016 AD229
- (716126) 2016 AK229
- (716127) 2016 AL229
- (716128) 2016 AX229
- (716129) 2016 AK231
- (716130) 2016 AP231
- (716131) 2016 AR231
- (716132) 2016 AH232
- (716133) 2016 AB233
- (716134) 2016 AQ233
- (716135) 2016 AT233
- (716136) 2016 AC235
- (716137) 2016 AS235
- (716138) 2016 AU235
- (716139) 2016 AY235
- (716140) 2016 AB236
- (716141) 2016 AK236
- (716142) 2016 AU236
- (716143) 2016 AY237
- (716144) 2016 AZ238
- (716145) 2016 AX239
- (716146) 2016 AA240
- (716147) 2016 AJ240
- (716148) 2016 AT241
- (716149) 2016 AO242
- (716150) 2016 AS242
- (716151) 2016 AN243
- (716152) 2016 AZ243
- (716153) 2016 AB244
- (716154) 2016 AX244
- (716155) 2016 AO245
- (716156) 2016 AB246
- (716157) 2016 AG246
- (716158) 2016 AN247
- (716159) 2016 AP247
- (716160) 2016 AW247
- (716161) 2016 AU248
- (716162) 2016 AO251
- (716163) 2016 AZ251
- (716164) 2016 AP253
- (716165) 2016 AG255
- (716166) 2016 AU255
- (716167) 2016 AZ255
- (716168) 2016 AG256
- (716169) 2016 AT257
- (716170) 2016 AW257
- (716171) 2016 AM259
- (716172) 2016 AH260
- (716173) 2016 AE261
- (716174) 2016 AF261
- (716175) 2016 AX261
- (716176) 2016 AF262
- (716177) 2016 AA263
- (716178) 2016 AE264
- (716179) 2016 AJ265
- (716180) 2016 AO265
- (716181) 2016 AS266
- (716182) 2016 AV266
- (716183) 2016 AX267
- (716184) 2016 AY267
- (716185) 2016 AH268
- (716186) 2016 AT268
- (716187) 2016 AZ268
- (716188) 2016 AG270
- (716189) 2016 AK270
- (716190) 2016 AS270
- (716191) 2016 AW270
- (716192) 2016 AX270
- (716193) 2016 AT271
- (716194) 2016 AW271
- (716195) 2016 AV272
- (716196) 2016 AW273
- (716197) 2016 AE274
- (716198) 2016 AS275
- (716199) 2016 AR301
- (716200) 2016 AY301
- (716201) 2016 AE305
- (716202) 2016 AN305
- (716203) 2016 AV305
- (716204) 2016 AJ307
- (716205) 2016 AH309
- (716206) 2016 AQ311
- (716207) 2016 AV311
- (716208) 2016 AD315
- (716209) 2016 AL315
- (716210) 2016 AK319
- (716211) 2016 AS321
- (716212) 2016 AV324
- (716213) 2016 AH325
- (716214) 2016 AM326
- (716215) 2016 AK327
- (716216) 2016 AD329
- (716217) 2016 AF337
- (716218) 2016 AT337
- (716219) 2016 AU337
- (716220) 2016 AV344
- (716221) 2016 AS348
- (716222) 2016 AN351
- (716223) 2016 AD364
- (716224) 2016 AL365
- (716225) 2016 AR372
- (716226) 2016 AT380
- (716227) 2016 AM382
- (716228) 2016 AQ392
- (716229) 2016 AE393
- (716230) 2016 BT5
- (716231) 2016 BS10
- (716232) 2016 BM13
- (716233) 2016 BQ16
- (716234) 2016 BJ21
- (716235) 2016 BE22
- (716236) 2016 BG27
- (716237) 2016 BP27
- (716238) 2016 BA31
- (716239) 2016 BM33
- (716240) 2016 BB34
- (716241) 2016 BO34
- (716242) 2016 BO35
- (716243) 2016 BH36
- (716244) 2016 BR36
- (716245) 2016 BO37
- (716246) 2016 BR38
- (716247) 2016 BO42
- (716248) 2016 BV43
- (716249) 2016 BZ46
- (716250) 2016 BW49
- (716251) 2016 BN50
- (716252) 2016 BX50
- (716253) 2016 BR51
- (716254) 2016 BY54
- (716255) 2016 BC55
- (716256) 2016 BF55
- (716257) 2016 BY56
- (716258) 2016 BE59
- (716259) 2016 BM59
- (716260) Baybayan
- (716261) 2016 BV61
- (716262) 2016 BX61
- (716263) 2016 BJ62
- (716264) 2016 BL67
- (716265) 2016 BD69
- (716266) 2016 BR72
- (716267) 2016 BX72
- (716268) 2016 BO74
- (716269) 2016 BS74
- (716270) 2016 BG75
- (716271) 2016 BU78
- (716272) 2016 BM79
- (716273) 2016 BP80
- (716274) 2016 BZ87
- (716275) 2016 BB88
- (716276) 2016 BD88
- (716277) 2016 BD89
- (716278) 2016 BD90
- (716279) 2016 BF90
- (716280) 2016 BQ90
- (716281) 2016 BD92
- (716282) 2016 BF92
- (716283) 2016 BO92
- (716284) 2016 BV92
- (716285) 2016 BZ94
- (716286) 2016 BC96
- (716287) 2016 BX97
- (716288) 2016 BB98
- (716289) 2016 BQ102
- (716290) 2016 BS102
- (716291) 2016 BG103
- (716292) 2016 BM104
- (716293) 2016 BS105
- (716294) 2016 BL107
- (716295) 2016 BL109
- (716296) 2016 BN111
- (716297) 2016 BO111
- (716298) 2016 BR111
- (716299) 2016 BC118
- (716300) 2016 BO119
- (716301) 2016 BJ123
- (716302) 2016 BM123
- (716303) 2016 BZ123
- (716304) 2016 BT125
- (716305) 2016 BW127
- (716306) 2016 BN130
- (716307) 2016 BR132
- (716308) 2016 BH134
- (716309) 2016 BN135
- (716310) 2016 BY140
- (716311) 2016 CG
- (716312) 2016 CM
- (716313) 2016 CY
- (716314) 2016 CK1
- (716315) 2016 CP1
- (716316) 2016 CH2
- (716317) 2016 CG3
- (716318) 2016 CS3
- (716319) 2016 CV3
- (716320) 2016 CK6
- (716321) 2016 CQ6
- (716322) 2016 CS6
- (716323) 2016 CU7
- (716324) 2016 CA8
- (716325) 2016 CB8
- (716326) 2016 CN9
- (716327) 2016 CZ9
- (716328) 2016 CJ10
- (716329) 2016 CV10
- (716330) 2016 CW10
- (716331) 2016 CQ11
- (716332) 2016 CF12
- (716333) 2016 CT12
- (716334) 2016 CU12
- (716335) 2016 CQ14
- (716336) 2016 CD17
- (716337) 2016 CO18
- (716338) 2016 CQ21
- (716339) 2016 CJ22
- (716340) 2016 CF23
- (716341) 2016 CM23
- (716342) 2016 CN26
- (716343) 2016 CA27
- (716344) 2016 CZ27
- (716345) 2016 CQ33
- (716346) 2016 CK34
- (716347) 2016 CE37
- (716348) 2016 CF38
- (716349) 2016 CP40
- (716350) 2016 CG41
- (716351) 2016 CU43
- (716352) 2016 CB44
- (716353) 2016 CT44
- (716354) 2016 CU44
- (716355) 2016 CX45
- (716356) 2016 CO46
- (716357) 2016 CV48
- (716358) 2016 CB49
- (716359) 2016 CC49
- (716360) 2016 CK49
- (716361) 2016 CA50
- (716362) 2016 CD50
- (716363) 2016 CN52
- (716364) 2016 CX53
- (716365) 2016 CY54
- (716366) 2016 CQ56
- (716367) 2016 CV59
- (716368) 2016 CZ61
- (716369) 2016 CA62
- (716370) 2016 CK67
- (716371) 2016 CR70
- (716372) 2016 CK71
- (716373) 2016 CX71
- (716374) 2016 CG75
- (716375) 2016 CX75
- (716376) 2016 CH76
- (716377) 2016 CU76
- (716378) 2016 CW76
- (716379) 2016 CA79
- (716380) 2016 CQ79
- (716381) 2016 CJ81
- (716382) 2016 CM81
- (716383) 2016 CA84
- (716384) 2016 CB85
- (716385) 2016 CZ87
- (716386) 2016 CC88
- (716387) 2016 CO89
- (716388) 2016 CX89
- (716389) 2016 CQ90
- (716390) 2016 CA91
- (716391) 2016 CQ91
- (716392) 2016 CY91
- (716393) 2016 CN92
- (716394) 2016 CM93
- (716395) 2016 CG94
- (716396) 2016 CK94
- (716397) 2016 CN94
- (716398) 2016 CO94
- (716399) 2016 CZ95
- (716400) 2016 CR97
- (716401) 2016 CW99
- (716402) 2016 CB101
- (716403) 2016 CZ101
- (716404) 2016 CO103
- (716405) 2016 CE105
- (716406) 2016 CS105
- (716407) 2016 CL106
- (716408) 2016 CN107
- (716409) 2016 CA108
- (716410) 2016 CD110
- (716411) 2016 CJ111
- (716412) 2016 CB113
- (716413) 2016 CE113
- (716414) 2016 CD114
- (716415) 2016 CF114
- (716416) 2016 CA115
- (716417) 2016 CC115
- (716418) 2016 CO115
- (716419) 2016 CH116
- (716420) 2016 CJ116
- (716421) 2016 CL117
- (716422) 2016 CQ119
- (716423) 2016 CX122
- (716424) 2016 CY122
- (716425) 2016 CE124
- (716426) 2016 CN124
- (716427) 2016 CS124
- (716428) 2016 CN128
- (716429) 2016 CA129
- (716430) 2016 CC130
- (716431) 2016 CF130
- (716432) 2016 CP131
- (716433) 2016 CN134
- (716434) 2016 CU134
- (716435) 2016 CL135
- (716436) 2016 CP137
- (716437) 2016 CC140
- (716438) 2016 CM140
- (716439) 2016 CR141
- (716440) 2016 CB143
- (716441) 2016 CV144
- (716442) 2016 CE145
- (716443) 2016 CZ145
- (716444) 2016 CV146
- (716445) 2016 CC147
- (716446) 2016 CC148
- (716447) 2016 CN149
- (716448) 2016 CF150
- (716449) 2016 CC151
- (716450) 2016 CG151
- (716451) 2016 CH151
- (716452) 2016 CY151
- (716453) 2016 CZ152
- (716454) 2016 CA153
- (716455) 2016 CB154
- (716456) 2016 CH156
- (716457) 2016 CP157
- (716458) 2016 CE158
- (716459) 2016 CK159
- (716460) 2016 CO161
- (716461) 2016 CE162
- (716462) 2016 CW164
- (716463) 2016 CE166
- (716464) 2016 CY167
- (716465) 2016 CJ168
- (716466) 2016 CV168
- (716467) 2016 CK169
- (716468) 2016 CL172
- (716469) 2016 CO172
- (716470) 2016 CQ172
- (716471) 2016 CV172
- (716472) 2016 CF173
- (716473) 2016 CU173
- (716474) 2016 CF175
- (716475) 2016 CG175
- (716476) 2016 CL175
- (716477) 2016 CF178
- (716478) 2016 CU178
- (716479) 2016 CR179
- (716480) 2016 CR180
- (716481) 2016 CB181
- (716482) 2016 CS181
- (716483) 2016 CW183
- (716484) 2016 CA184
- (716485) 2016 CP184
- (716486) 2016 CS184
- (716487) 2016 CZ184
- (716488) 2016 CA185
- (716489) 2016 CB185
- (716490) 2016 CW185
- (716491) 2016 CD188
- (716492) 2016 CC190
- (716493) 2016 CO190
- (716494) 2016 CT191
- (716495) 2016 CJ192
- (716496) 2016 CK192
- (716497) 2016 CS192
- (716498) 2016 CW192
- (716499) 2016 CL198
- (716500) 2016 CX199
- (716501) 2016 CQ200
- (716502) 2016 CV200
- (716503) 2016 CN201
- (716504) 2016 CO201
- (716505) 2016 CQ201
- (716506) 2016 CH202
- (716507) 2016 CA204
- (716508) 2016 CV204
- (716509) 2016 CG206
- (716510) 2016 CL207
- (716511) 2016 CY207
- (716512) 2016 CP208
- (716513) 2016 CD214
- (716514) 2016 CW214
- (716515) 2016 CO216
- (716516) 2016 CX216
- (716517) 2016 CF217
- (716518) 2016 CA218
- (716519) 2016 CB219
- (716520) 2016 CO220
- (716521) 2016 CY222
- (716522) 2016 CF223
- (716523) 2016 CT224
- (716524) 2016 CT225
- (716525) 2016 CC226
- (716526) 2016 CD226
- (716527) 2016 CJ226
- (716528) 2016 CN228
- (716529) 2016 CY228
- (716530) 2016 CF230
- (716531) 2016 CQ231
- (716532) 2016 CZ231
- (716533) 2016 CM232
- (716534) 2016 CG234
- (716535) 2016 CW234
- (716536) 2016 CR236
- (716537) 2016 CC238
- (716538) 2016 CS240
- (716539) 2016 CV242
- (716540) 2016 CR245
- (716541) 2016 CQ249
- (716542) 2016 CE253
- (716543) 2016 CX254
- (716544) 2016 CF255
- (716545) 2016 CQ256
- (716546) 2016 CQ263
- (716547) 2016 CD273
- (716548) 2016 CK278
- (716549) 2016 CN278
- (716550) 2016 CX278
- (716551) 2016 CZ278
- (716552) 2016 CM280
- (716553) 2016 CQ281
- (716554) 2016 CP282
- (716555) 2016 CG283
- (716556) 2016 CT283
- (716557) 2016 CO286
- (716558) 2016 CT286
- (716559) 2016 CM287
- (716560) 2016 CX287
- (716561) 2016 CD290
- (716562) 2016 CT290
- (716563) 2016 CE292
- (716564) 2016 CR293
- (716565) 2016 CY293
- (716566) 2016 CQ294
- (716567) 2016 CX294
- (716568) 2016 CK298
- (716569) 2016 CQ298
- (716570) 2016 CY298
- (716571) 2016 CA299
- (716572) 2016 CL299
- (716573) 2016 CW299
- (716574) 2016 CE308
- (716575) 2016 CM309
- (716576) 2016 CN310
- (716577) 2016 CW310
- (716578) 2016 CG312
- (716579) 2016 CT313
- (716580) 2016 CN315
- (716581) 2016 CO315
- (716582) 2016 CV317
- (716583) 2016 CC318
- (716584) 2016 CB337
- (716585) 2016 CE337
- (716586) 2016 CS339
- (716587) 2016 CG340
- (716588) 2016 CX340
- (716589) 2016 CH345
- (716590) 2016 CO345
- (716591) 2016 CL346
- (716592) 2016 CE347
- (716593) 2016 CH351
- (716594) 2016 CE358
- (716595) 2016 CJ374
- (716596) 2016 CF386
- (716597) 2016 CP387
- (716598) 2016 CS387
- (716599) 2016 CW390
- (716600) 2016 CS405
- (716601) 2016 CF409
- (716602) 2016 CE412
- (716603) 2016 CH416
- (716604) 2016 DW3
- (716605) 2016 DF5
- (716606) 2016 DF6
- (716607) 2016 DR7
- (716608) 2016 DO8
- (716609) 2016 DE10
- (716610) 2016 DC11
- (716611) 2016 DU11
- (716612) 2016 DV11
- (716613) 2016 DE12
- (716614) 2016 DQ14
- (716615) 2016 DD16
- (716616) 2016 DT16
- (716617) 2016 DV19
- (716618) 2016 DN20
- (716619) 2016 DM22
- (716620) 2016 DO22
- (716621) 2016 DW25
- (716622) 2016 DB27
- (716623) 2016 DY27
- (716624) 2016 DJ28
- (716625) 2016 DX28
- (716626) 2016 DG29
- (716627) 2016 DS29
- (716628) 2016 DH30
- (716629) 2016 DS30
- (716630) 2016 DS32
- (716631) 2016 DQ33
- (716632) 2016 DT34
- (716633) 2016 DV35
- (716634) 2016 DP38
- (716635) 2016 DB39
- (716636) 2016 DZ42
- (716637) 2016 ES2
- (716638) 2016 ES6
- (716639) 2016 EX6
- (716640) 2016 ES8
- (716641) 2016 EZ8
- (716642) 2016 EH9
- (716643) 2016 EL9
- (716644) 2016 ET10
- (716645) 2016 EL20
- (716646) 2016 EK23
- (716647) 2016 EL28
- (716648) 2016 EW30
- (716649) 2016 ER34
- (716650) 2016 EU38
- (716651) 2016 EC40
- (716652) 2016 EG42
- (716653) 2016 EJ42
- (716654) 2016 EU44
- (716655) 2016 EX44
- (716656) 2016 EJ51
- (716657) 2016 EY53
- (716658) 2016 EA54
- (716659) 2016 EW57
- (716660) 2016 EY57
- (716661) 2016 EG61
- (716662) 2016 EV62
- (716663) 2016 EZ62
- (716664) 2016 EH63
- (716665) 2016 EM63
- (716666) 2016 ED65
- (716667) 2016 EM70
- (716668) 2016 EA74
- (716669) 2016 EQ75
- (716670) 2016 EU76
- (716671) 2016 ES78
- (716672) 2016 ED80
- (716673) 2016 EN80
- (716674) 2016 EF81
- (716675) 2016 ES81
- (716676) 2016 ES82
- (716677) 2016 EX83
- (716678) 2016 EE89
- (716679) 2016 EL92
- (716680) 2016 EK93
- (716681) 2016 EL94
- (716682) 2016 EP100
- (716683) 2016 EN101
- (716684) 2016 EZ101
- (716685) 2016 EA102
- (716686) 2016 EG102
- (716687) 2016 EP102
- (716688) 2016 EA105
- (716689) 2016 EE109
- (716690) 2016 EM109
- (716691) 2016 EP114
- (716692) 2016 ED115
- (716693) 2016 EY116
- (716694) 2016 EM117
- (716695) 2016 EK121
- (716696) 2016 ET122
- (716697) 2016 EF123
- (716698) 2016 EW125
- (716699) 2016 EV126
- (716700) 2016 EW126
- (716701) 2016 EP127
- (716702) 2016 ES129
- (716703) 2016 EP131
- (716704) 2016 EW136
- (716705) 2016 EV138
- (716706) 2016 EB140
- (716707) 2016 ER140
- (716708) 2016 EV145
- (716709) 2016 EQ148
- (716710) 2016 EO149
- (716711) 2016 EA153
- (716712) 2016 EY159
- (716713) 2016 EV161
- (716714) 2016 EE162
- (716715) 2016 EM165
- (716716) 2016 EW168
- (716717) 2016 EO170
- (716718) 2016 EY172
- (716719) 2016 EX174
- (716720) 2016 EH175
- (716721) 2016 EW175
- (716722) 2016 EE177
- (716723) 2016 EJ178
- (716724) 2016 EU184
- (716725) 2016 EC188
- (716726) 2016 EZ188
- (716727) 2016 EN189
- (716728) 2016 EA191
- (716729) 2016 ED191
- (716730) 2016 EG191
- (716731) 2016 EZ191
- (716732) 2016 EO198
- (716733) 2016 EW199
- (716734) 2016 EC201
- (716735) 2016 EL203
- (716736) 2016 ER204
- (716737) 2016 EQ207
- (716738) 2016 EV207
- (716739) 2016 EP216
- (716740) 2016 EN222
- (716741) 2016 EK226
- (716742) 2016 EU227
- (716743) 2016 EZ227
- (716744) 2016 EY229
- (716745) 2016 EU230
- (716746) 2016 EZ232
- (716747) 2016 EK233
- (716748) 2016 EM233
- (716749) 2016 EC234
- (716750) 2016 EM235
- (716751) 2016 ER235
- (716752) 2016 EB236
- (716753) 2016 ET236
- (716754) 2016 EA237
- (716755) 2016 EB237
- (716756) 2016 EM244
- (716757) 2016 EB247
- (716758) 2016 ED247
- (716759) 2016 EZ248
- (716760) 2016 EM249
- (716761) 2016 EP257
- (716762) 2016 EU257
- (716763) 2016 EC263
- (716764) 2016 EW264
- (716765) 2016 EO265
- (716766) 2016 EE266
- (716767) 2016 EV272
- (716768) 2016 EU274
- (716769) 2016 EV292
- (716770) 2016 EM300
- (716771) 2016 EX301
- (716772) 2016 EJ304
- (716773) 2016 EW304
- (716774) 2016 ED306
- (716775) 2016 EQ309
- (716776) 2016 EO315
- (716777) 2016 EK316
- (716778) 2016 EL316
- (716779) 2016 EG319
- (716780) 2016 EJ319
- (716781) 2016 EW357
- (716782) 2016 FD4
- (716783) 2016 FS4
- (716784) 2016 FR8
- (716785) 2016 FV10
- (716786) 2016 FN11
- (716787) 2016 FS23
- (716788) 2016 FA24
- (716789) 2016 FE26
- (716790) 2016 FS26
- (716791) 2016 FN27
- (716792) 2016 FA29
- (716793) 2016 FM29
- (716794) 2016 FO29
- (716795) 2016 FT30
- (716796) 2016 FJ38
- (716797) 2016 FF40
- (716798) 2016 FZ40
- (716799) 2016 FE45
- (716800) 2016 FJ45
- (716801) 2016 FD47
- (716802) 2016 FV47
- (716803) 2016 FG48
- (716804) 2016 FC50
- (716805) 2016 FD50
- (716806) 2016 FL51
- (716807) 2016 FP52
- (716808) 2016 FE54
- (716809) 2016 FF55
- (716810) 2016 FY55
- (716811) 2016 FU56
- (716812) 2016 FS57
- (716813) 2016 FZ57
- (716814) 2016 FM63
- (716815) 2016 FO65
- (716816) 2016 FA71
- (716817) 2016 FZ71
- (716818) 2016 FP73
- (716819) 2016 FQ73
- (716820) 2016 FR74
- (716821) 2016 FD81
- (716822) 2016 FV82
- (716823) 2016 FA86
- (716824) 2016 GP1
- (716825) 2016 GU5
- (716826) 2016 GF7
- (716827) 2016 GY7
- (716828) 2016 GN8
- (716829) 2016 GR8
- (716830) 2016 GZ11
- (716831) 2016 GD14
- (716832) 2016 GP15
- (716833) 2016 GT16
- (716834) 2016 GP17
- (716835) 2016 GQ17
- (716836) 2016 GH18
- (716837) 2016 GN24
- (716838) 2016 GH25
- (716839) 2016 GO25
- (716840) 2016 GQ26
- (716841) 2016 GW28
- (716842) 2016 GH29
- (716843) 2016 GP29
- (716844) 2016 GD33
- (716845) 2016 GK34
- (716846) 2016 GX39
- (716847) 2016 GC40
- (716848) 2016 GK41
- (716849) 2016 GV46
- (716850) 2016 GA48
- (716851) 2016 GP48
- (716852) 2016 GU53
- (716853) 2016 GA54
- (716854) 2016 GX57
- (716855) 2016 GP61
- (716856) 2016 GQ63
- (716857) 2016 GB65
- (716858) 2016 GJ65
- (716859) 2016 GM66
- (716860) 2016 GA71
- (716861) 2016 GD71
- (716862) 2016 GT71
- (716863) 2016 GV74
- (716864) 2016 GP75
- (716865) 2016 GV75
- (716866) 2016 GY75
- (716867) 2016 GA79
- (716868) 2016 GZ84
- (716869) 2016 GZ85
- (716870) 2016 GV87
- (716871) 2016 GM88
- (716872) 2016 GA90
- (716873) 2016 GB92
- (716874) 2016 GG96
- (716875) 2016 GW99
- (716876) 2016 GU102
- (716877) 2016 GW109
- (716878) 2016 GY110
- (716879) 2016 GA112
- (716880) 2016 GD115
- (716881) 2016 GX115
- (716882) 2016 GF117
- (716883) 2016 GT121
- (716884) 2016 GQ122
- (716885) 2016 GN124
- (716886) 2016 GS124
- (716887) 2016 GT124
- (716888) 2016 GA125
- (716889) 2016 GH125
- (716890) 2016 GS125
- (716891) 2016 GA130
- (716892) 2016 GM133
- (716893) 2016 GQ133
- (716894) 2016 GY141
- (716895) 2016 GU143
- (716896) 2016 GZ143
- (716897) 2016 GH144
- (716898) 2016 GN144
- (716899) 2016 GS145
- (716900) 2016 GV145
- (716901) 2016 GW152
- (716902) 2016 GW153
- (716903) 2016 GE154
- (716904) 2016 GE156
- (716905) 2016 GQ157
- (716906) 2016 GW157
- (716907) 2016 GG159
- (716908) 2016 GP159
- (716909) 2016 GX163
- (716910) 2016 GG164
- (716911) 2016 GK164
- (716912) 2016 GG168
- (716913) 2016 GK169
- (716914) 2016 GO169
- (716915) 2016 GV169
- (716916) 2016 GT171
- (716917) 2016 GK176
- (716918) 2016 GM187
- (716919) 2016 GR187
- (716920) 2016 GQ196
- (716921) 2016 GP202
- (716922) 2016 GY205
- (716923) 2016 GB208
- (716924) 2016 GO210
- (716925) 2016 GJ223
- (716926) 2016 GP223
- (716927) 2016 GB224
- (716928) 2016 GR227
- (716929) 2016 GU228
- (716930) 2016 GL231
- (716931) 2016 GQ231
- (716932) 2016 GZ231
- (716933) 2016 GD232
- (716934) 2016 GM233
- (716935) 2016 GT235
- (716936) 2016 GY238
- (716937) 2016 GQ240
- (716938) 2016 GA241
- (716939) 2016 GA243
- (716940) 2016 GK246
- (716941) 2016 GY248
- (716942) 2016 GL252
- (716943) 2016 GA253
- (716944) 2016 GX262
- (716945) 2016 GR264
- (716946) 2016 GH265
- (716947) 2016 GX268
- (716948) 2016 GR277
- (716949) 2016 GL288
- (716950) 2016 GA303
- (716951) 2016 GG307
- (716952) 2016 GZ308
- (716953) 2016 GA312
- (716954) 2016 GH317
- (716955) 2016 GX337
- (716956) 2016 GK340
- (716957) 2016 GE345
- (716958) 2016 GJ348
- (716959) 2016 HW3
- (716960) 2016 HA4
- (716961) 2016 HW11
- (716962) 2016 HZ18
- (716963) 2016 HP45
- (716964) 2016 JW15
- (716965) 2016 JK16
- (716966) 2016 JT22
- (716967) 2016 JN23
- (716968) 2016 JB25
- (716969) 2016 JC45
- (716970) 2016 JN46
- (716971) 2016 JD60
- (716972) 2016 KN9
- (716973) 2016 KC14
- (716974) 2016 LK4
- (716975) 2016 LR11
- (716976) 2016 LC12
- (716977) 2016 LE13
- (716978) 2016 LC26
- (716979) 2016 LM30
- (716980) 2016 LO32
- (716981) 2016 LG35
- (716982) 2016 LK35
- (716983) 2016 LX36
- (716984) 2016 LD38
- (716985) 2016 LJ42
- (716986) 2016 LG45
- (716987) 2016 LJ46
- (716988) 2016 LN46
- (716989) 2016 LS46
- (716990) 2016 LH47
- (716991) 2016 LK48
- (716992) 2016 LL52
- (716993) 2016 LD56
- (716994) 2016 LN56
- (716995) 2016 LA57
- (716996) 2016 LC57
- (716997) 2016 LD58
- (716998) 2016 LE58
- (716999) 2016 LJ59
- (717000) 2016 LW60